# New Windsor (New York)
New Windsor è un comune degli Stati Uniti d'America, situato nello stato di New York, nella contea di Orange.